# Instantbird
Instantbird ist ein veralteter plattformunabhängiger Instant Messenger basierend auf Mozillas XULRunner-Umgebung und der quelloffenen Bibliothek libpurple, die auch in Adium, Kopete und Pidgin verwendet wird. Instantbird ist freie Software und verfügbar unter der GNU General Public License. Über 250 Erweiterungen erlauben die Anpassung und das Hinzufügen neuer Funktionen. Das Programm erschien erstmals 2007 und wird seit 2013 nicht mehr weiterentwickelt.

## Unterstützte Protokolle
Unterstützte Protokolle sind unter anderem:
- OSCAR (AIM/ICQ/MobileMe)
- Gadu-Gadu
- Novell GroupWise
- IRC
- Lotus Sametime
- MSNP (Microsoft Messenger service, besser bekannt als MSN, .NET, oder Live)
- MySpaceIM
- Netsoul
- Odnoklassniki
- SIMPLE
- QQ
- Twitter
- XMPP (Google Talk, ...)
- YMSG (YIM)
- VKontakte[1][2]

## Funktionen
Benutzer können ihr eigenes Symbol und Anzeigenamen einstellen. Es sind verschiedene Themen schon seit der Installation enthalten, darunter „Bubbles“, welches die „Time Bubbles“-Funktion enthält, mit der die zwischen zwei Nachrichten vergangene Zeit anstatt von Zeitstempeln innerhalb oder außerhalb der Nachricht angezeigt wird. Text, welcher aus einem Instantbird-Fenster kopiert wird, wird transparent neu formatiert, um Zeitstempel vor jeder Nachricht anzuzeigen, die zugehörige Funktion wird „Magic Copy“ genannt.
Instantbird enthält ein Erweiterungen-System, mit welchem zusätzliche Protokolle, wie beispielsweise LiveJournals LJ Talk, in das Programm eingebunden werden können; es existieren derzeit über 250 solcher zusätzlicher Erweiterungen. Weitere Funktionen sind unter anderem die Anpassung der Benutzeroberfläche mit Themes, Sprachpakete und Wörterbücher, Werkzeuge für Entwickler und Anpassungen für die Benutzerfreundlichkeit, wie beispielsweise die Tab-Vervollständigung von Spitznamen, Hervorhebung, farbige Hervorhebung von Freunden und vertikale Tabs. Die Entwickler listen einige ihrer „Lieblings“-Erweiterungen wie folgt auf: „Einfärben“ von Freunden, Wörter in Chats „hervorheben“, „Autovervollständigung“ von Nicknames und Befehlen, „Auf Spitzname antworten“ – Doppelklick fügt den Namen ein, „Nick anzeigen“ zum farbigen Hervorheben in Gesprächen mit mehreren Nutzern und „Vertikale Tabs“, um Gespräche vertikal anzuordnen.
Das Protokoll für Gespräche ist standardmäßig aktiviert, kann jedoch deaktiviert werden.
Das Programm ist verfügbar in den folgenden 13 Sprachen: Englisch, Deutsch, Spanisch, Französisch, Italienisch, Niederländisch, Polnisch, Russisch, Tschechisch, Slowakisch, Ukrainisch, Schwedisch und Estnisch.
Im Oktober 2015 veröffentlichte das Tor-Projekt erste Testversionen des Tor Messengers, der auf Instandbird basiert, aber nicht mehr libpurple benutzt, sondern alle unterstützten Chat-Protokolle in der speichersicheren Sprache JavaScript neu implementiert. Der Tor Messenger verschlüsselt Eins-zu-eins-Chats automatisch mit OTR und stellt Anonymität her, indem er seinen Datenverkehr durch das Tor-Netzwerk leitet.

## Rezeption
Instantbird erhielt einige positive Beachtung, unter genereller Erwartung, dass das Programm weiterentwickelt werden würde. Technischer Blogger Chris Pirillo schrieb in seinem Blog, dass das Programm „relativ gut unter allen drei Betriebssystemen funktioniert“, dass die Benutzeroberfläche „unaufdringlich… und sehr sauber ist“, und dass Chats mit verschiedenen Protokollen gleichzeitig geführt werden können, darunter auch IRC. BetaNews-Autor Joe Cassels merkte an, dass Instantbird „darauf abzielt, die vielen verschiedenen Dienste und Netzwerke unter einem Dach zusammenzuführen, und, obwohl ist es nicht so aufpoliert ist, wie andere häufiger verwendete Programme wie Trillian oder Pidgin, stimmt uns die Nähe zu Mozilla positiv, dass sich das Programm zu einer kraftvollen Alternative zu diesen Programmen entwickeln wird.“ LifeHacker-Autor Alan Henry bezeichnete das visuelle Aussehen des Programms als „pfiffig“, bezeichnete die Benutzeroberfläche als „von Pidgin inspiriert“ aber „ein bisschen attraktiver“ als Pidgin, er nannte die Version 1.0 der Software einen „großen Fortschritt“ und gab an „Das, was dem Programm an eingebauten Funktionen fehlt, macht es durch Erweiterungen und Themen, welche von der Nutzergemeinde beigetragen werden, wieder wett.“